# David Stierncrona (1754–1817)
David Stierncrona, född 11 mars 1754 i Stockholm, död 11 augusti 1817 på Åkeshovs slott i Bromma var en svensk friherre och hovmarskalk.

## Biografi
David Stierncrona var son till David Stierncrona (1715–1784) och hans hustru Agneta Wrede af Elimä (1718–1800) och sonson till Gabriel Stierncrona (1669–1723). Både hans farfar och hans far hade varit herrar till Åkeshovs slott med flera egendomar. David Stierncrona var herre till Åkeshovs slott, Beckomberga gård, Ålstens gård med flera egendomar. Sonen David Henrik Stierncrona (1786–1845) ärvde 1817 fideikommisset Åkeshovs slott. Hans son i sin tur, David Erik Stierncrona (1820–1900) ärvde fideikommisset 1845 och han blev den siste kommissarien till Åkeshovs slott, då det upphörde 1853. 

## Karriär
David Stierncrona var korpral vid Livregementet till häst 1767 och kornett där 1771. Han blev sedan ryttmästare vid Livregementet till häst.
1791 blev Stierncrona hovmarskalk och 1792 major vid regementet. Stierncrona blev överstelöjtnant vid Livregementets brigaders dragonkår 1793, överste och sekundchef för Livregementets brigaders husarkår 1795 och sekundchef för kyrassiäererna 1796.
1797 blev han riddare av Svärdsorden.

### Kammarherre och hovmarskalk
David Stierncrona var kammarherre hos drottning Sofia Magdalena från omkring år 1771. Senare, från 1792, tjänstgjorde han som hovmarskalk då Sofia Magdalena hade blivit änkedrottning. David Stierncrona arbetade då som högre ämbetsman vid hovet och hade ansvar för ekonomin. Han blev entledigad från hovmarskalksbeställningen 1806.

## Stierncronas gravkor i Bromma kyrka

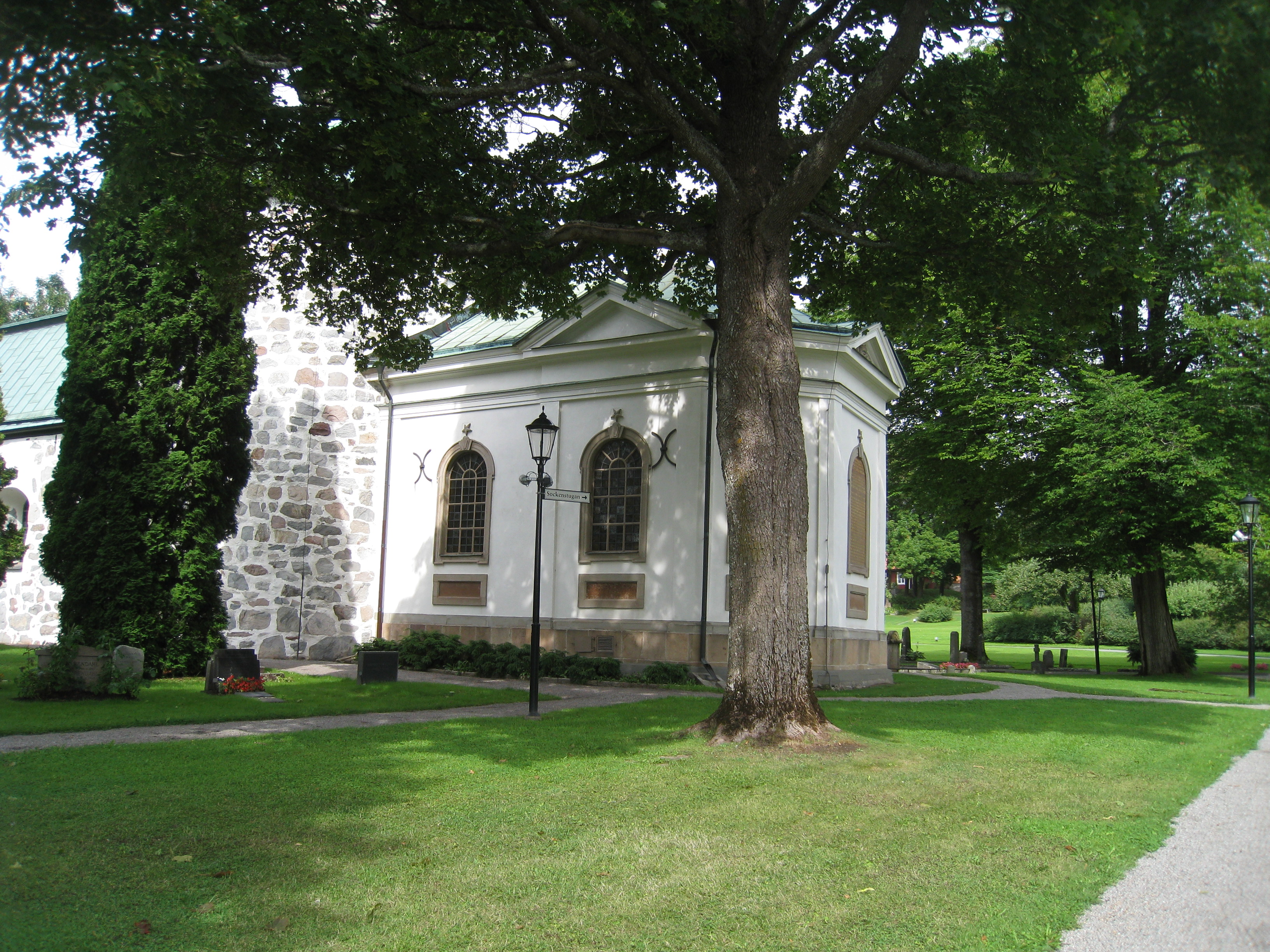
Stierncronas gravkor i Bromma kyrka. Kyrkans tresidigt avslutade kor byggdes på det medeltida korets plats omkring 1728 som gravplats åt Gabriel Stierncrona (1669-1723) och hans ätt.

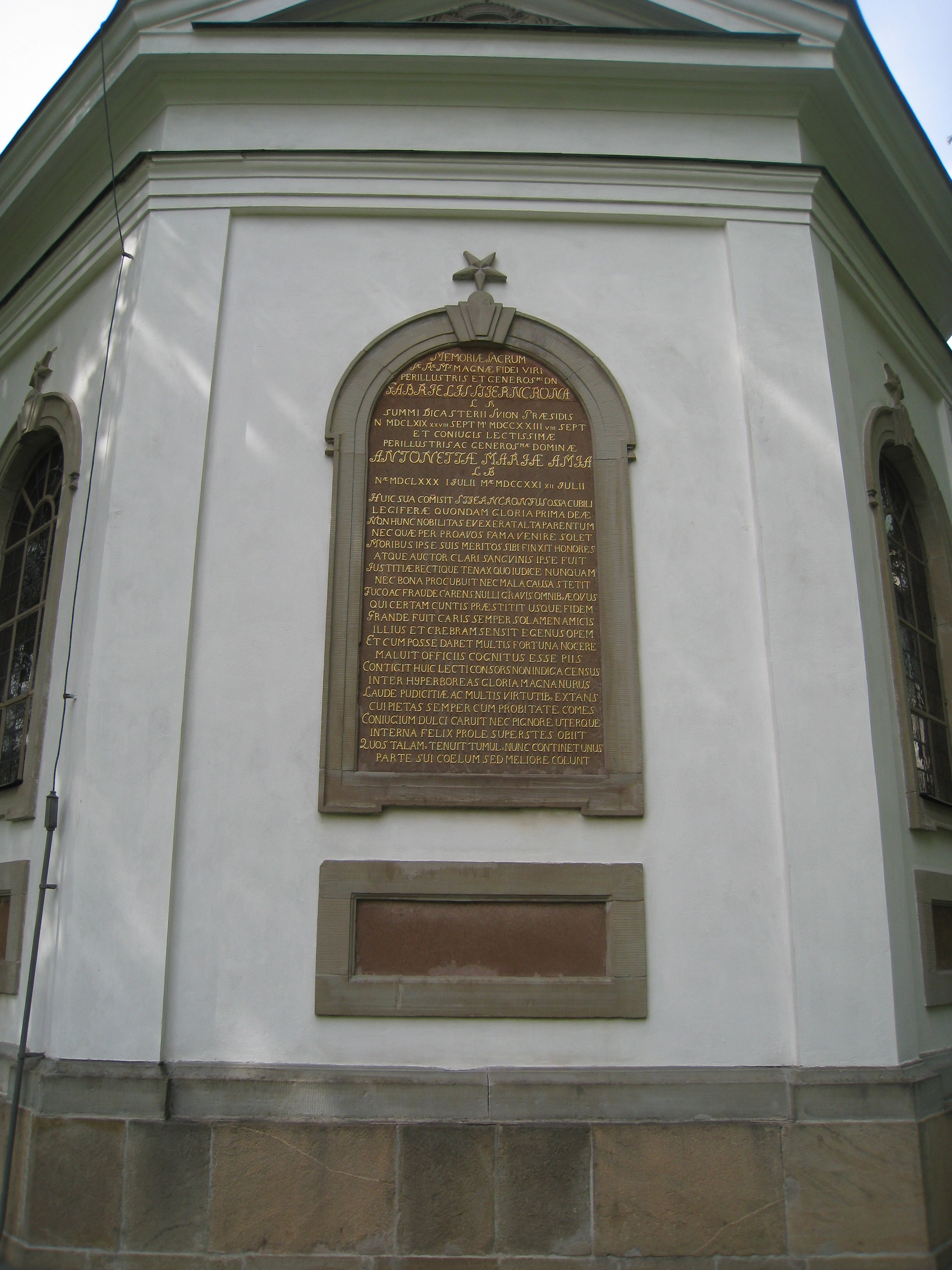
På Bromma kyrkas östra korvägg sitter familjen Stierncronas minnestavla.

David Stierncrona avled 1817 på Åkeshovs slott och begravdes i Stierncronas gravkor i Bromma kyrka. Koret byggdes 1728 som gravkor för ätten Stierncrona. Ritningarna gjordes av murmästaråldermannen Jonas Fristedt. Utvändigt ser man ovanför fönstren släktens vapen, en stjärna. På östra gaveln sitter en minnestavla över Gabriel Stierncrona och hans maka Antoinetta Maria Amya med text på latin. Gravkammaren fanns under det nuvarande koret och ändrades 1906 till pannrum. Innehållet i gravkammaren flyttades då till kyrkogården.

## Familj
Stierncrona gifte sig första gången 1770-talet med Elisabeth Stegelman (död 1794), dotter av bankiren Stegelman och Anna von Creutz. De fick tillsammans barnen Anna Agneta Stierncrona (1778–1779), stiftsjungfru Johanna Charlotta Stierncrona (1779–1816) som var gift med hovmarskalken Fredrik August Adelswärd, Sofia Magdalena Stierncrona (1781–1782), David Stierncrona (1783–1783), Elisabet Stierncrona (1785–1785), generallöjtnanten David Henrik Stierncrona (1786–1845) och Henrietta Constantia Davidsdotter Stierncrona (1792–1861) som var gift med kammarherren friherre Conrad Gabriel Falkenberg af Trystorp.
Stierncrona gifte sig andra gången 15 maj 1797 med hovfröken Fredrika Elisabet von Friesendorff hos änkedrottningen Sofia Magdalena, dotter av hovmarskalken Fredrik Ulrik von Friesendorff och Beata Sofia De Geer. De fick tillsammans sonen Fredrik David Stierncrona (1798–1801).
Stierncrona gifte sig tredje gången 13 december 1801 på Gripsholms slott med hovfröken Antoinetta Vilhelmina Charlotta Piper (1779–1819) hos Fredrika av Baden, dotter av hovmarskalken Sten Abraham Piper och friherrinnan Catharina Vilhelmina Ehrensvärd. De fick tillsammans barnen dottern hovfröken Vilhelmina Agneta Stierncrona (1803–1840) hos prinsessan Sofia Albertina, gift med löjtnanten Patrik Georg O'Konor (1797-1863), dottern Lovisa Matilda Stierncrona (12 januari 1804 – 25 januari 1806) och sonen Sten Vilhelm Stierncrona (25 juni 1805 – 25 januari 1806).